# Fraunhoferstraße
Fraunhoferstraße - stacja metra w Monachium, na linii U1 i U2. Stacja została otwarta 18 października 1980.